# Походження світу (картина)
«Походження світу» (фр. l'Origine du monde) — відома картина французького художника Гюстава Курбе, написана у 1866 році. Картина довгий час сприймалася як художня провокація і більше 120 років не виставлялася напоказ.

## Історія
Картина «Походження світу» була написана в 1866 році. Демонстрація полотна викликала обурення публіки. Справа в тому, що на картині була зображена лежача напівоголена жінка, що розкрила стегна, і саме жіночі геніталії виявилися композиційним центром полотна. Художник зобразив тільки частину тіла від стегон до грудей. Таким чином, вважали експерти, Курбе хотів зберегти в таємниці ім'я жінки, яка позувала.

## Ідентифікація жінки

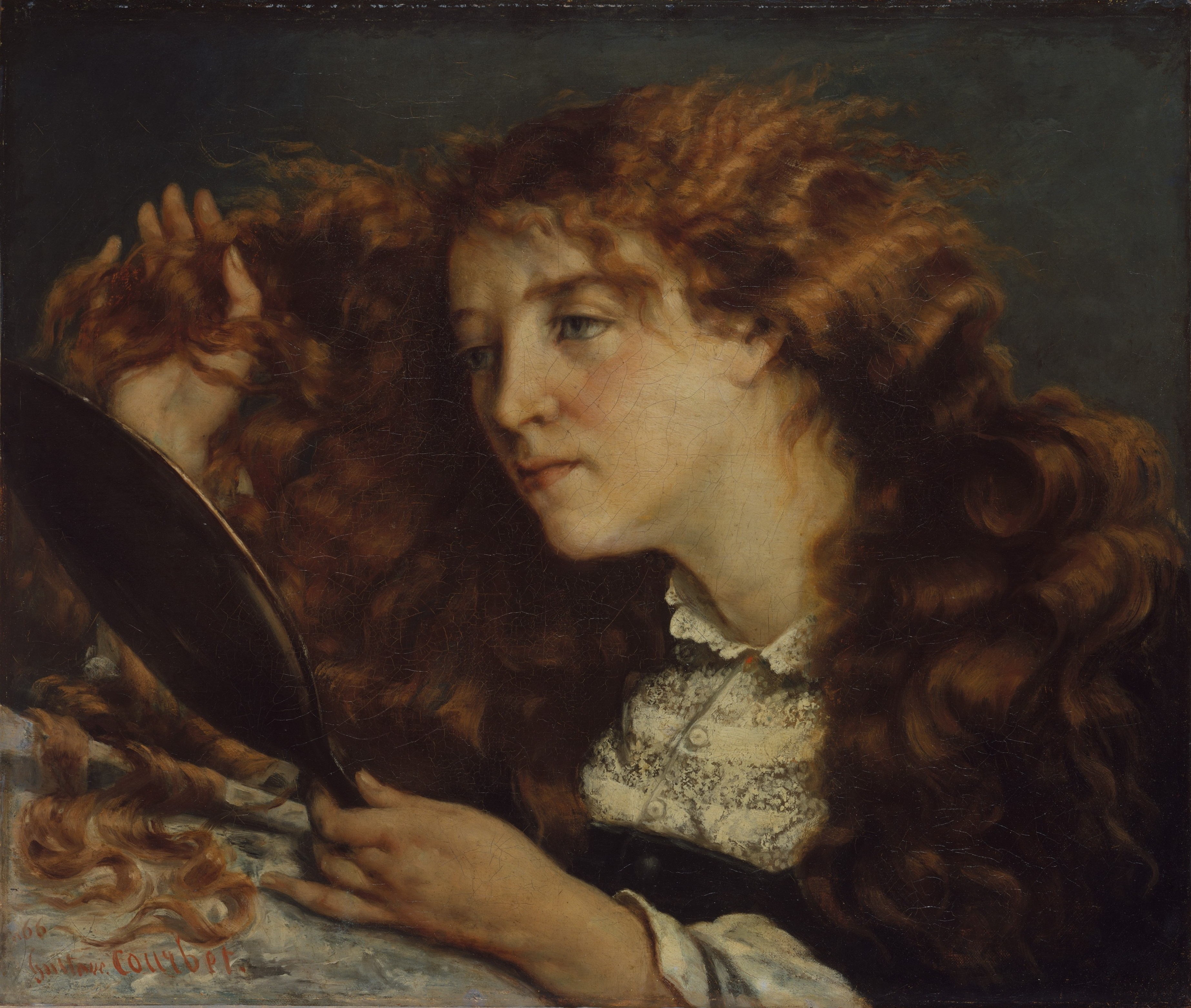
Прекрасна ірландка (Портрет Джо), Курбе, 1866, музей Метрополітен, Нью-Йорк

У 2011 році французький колекціонер, який побажав залишитися невідомим, придбав в одному з паризьких антикварних магазинів портрет темноволосої жінки з закинутою головою. Він купив картину лише за 1400 євро, але, за його словами, інтуїція підказувала йому, що вартість полотна набагато більша. Покупцеві здалося, що картина вималювана пензлем Курбе, і він відніс її авторові каталогу робіт Курбе — Жану-Жаку Ферньє. Спочатку той скептично поставився до припущення, що перед ним — верхня частина «Походження світу», проте після низки досліджень дійшов висновку, що портрет дійсно міг бути частиною скандальної роботи Курбе. Оглянувши особу зображеної на картині жінки експерти підтвердили давню гіпотезу про те, що натурницею Курбе, цілком ймовірно, стала Джоанна Хіффернан, яку також можна бачити на його картині «Прекрасна ірландка (портрет Джо)». Під час написання картини вона була коханкою учня Курбе — художника Джеймса Вістлера, але мала інтимні стосунки також і з Курбе. Тепер доведено — позувала балерина Паризької опери Констанс Квіньйо[джерело?]. Згадку знайдено в листуванні Жорж Санд і Олександра Дюма (молодшого). В другій половині XIX століття письменники, художник, балерина і замовник картини, турецький посол Халіл Шериф Паша належали до одного збіговиська. Про участь Квіньйо багато хто знав, але публічно це не згадувалося. Після завершення балетної кар'єри вона стала жінкою вищого світу і присвятила себе благодійності.
За оцінками тижневика Paris Match, якщо виявиться, що знайдений портрет належить пензлеві Курбе, його ціна може досягти 40 мільйонів євро.

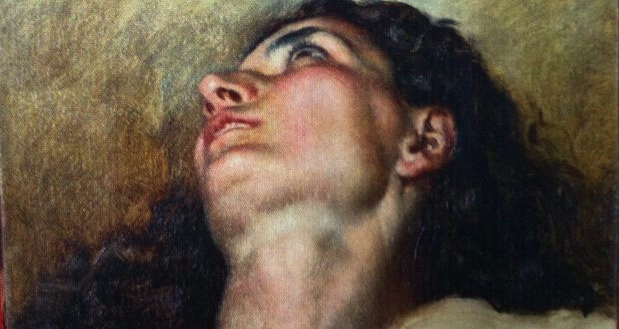
Картина знайдена в 2011 році — можливе продовження «Походження світу»

## Таємні власники
Картина була замовлена Халіл-Беєм, османським дипломатом, колишнім послом Османської імперії в Афінах та Санкт-Петербурзі, який жив тоді в Парижі. Знаменитий французький письменник того часу Сент-Бев познайомив його з Курбе, і Халіл-Бей замовив йому два полотна, за які заплатив 20 тисяч франків, — «Молоді купальниці» і «Походження світу», для поповнення свого зібрання еротичного живопису. В січня 1868 року колекція Халіл-Бея з'явилася на торгах аукціонного дому «Дрюо». Однак «Походження світу» серед виставлених на продаж полотен не було. Де перебувала картина протягом наступних 44 років — невідомо. 26 листопада 1912 року відома паризька галерея Бернгайм-Жен придбала у якоїсь мадам Віаль цю картину Курбе. У червні 1913 року «Походження світу» придбав молодий угорський барон Ференц Хатвані, для колекції, зібраної ним між 1905—1942 роками, яка складається з близько 800 творів мистецтва. Особливу пристрасть барон відчував до полотен Енгра, Шассеріо, Курбе та імпресіоністів. У роки Другої світової війни його колекція картин була частково пограбована нацистами, а потім повністю націоналізована комуністами. Переживши німецьку окупацію, Ференц Хатвані емігрував з Угорщини, отримавши офіційний дозвіл на вивезення тільки однієї картини зі своєї колекції — «Походження світу» Густава Курбе. Картина разом з власником повернулася до своєї історичної батьківщини — Франції. У 1955 році полотно «Походження світу» було продано за півтора мільйона франків відомому психоаналітикові Жаку Лакану. Він і його дружина, актриса Сільвія Батай, повісили його в своєму заміському будинку. Але навіть там воно було приховане від сторонніх поглядів: Лакан попросив свого зведеного брата Андре Массона зробити для нього подвійну раму, де його накривало інше полотно. Массон написав пейзаж, який точно повторював контури оригіналу. Щоб ще більше підкреслити сюрреалізм ситуації, друге полотно теж було названо «Походження світу». У Парижі Андре Массон у 1924 році подружився з Жоржем Батаєм, який надалі ілюстрував його книги, співпрацював у журналі «Ацефаль», глибоко сприйняв його філософію еросу і насильства. Картина Курбе безперечно заволоділа умами не тільки крупного психоаналітика, а й художника, вплив на творчість якого потребує окремого дослідження. Після смерті Лакана в 1981 році спадкоємці передали картину державі як податок за вступ до прав спадщини. У 1988 році картина вперше після довгого часу була представлена публіці в Бруклінському музеї в Нью-Йорку. З 1995 року ця робота експонується в музеї д'Орсе в Парижі.

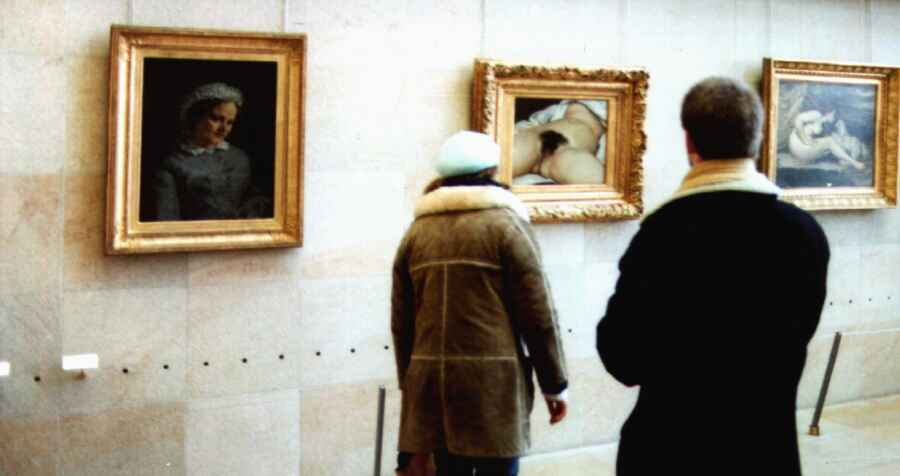
В музеї д'Орсе

Провокаційний живопис Гюстава Курбе безумовно не обмежується однією лише картиною «Походження світу», хоча вона є найвідомішою його роботою. Гюстав Курбе сміливо експериментував з сюжетами своїх робіт, чим дуже шокував глядача. 

## Сучасність
Скандали, пов'язані з картиною тривають і донині. У 2011 році соцмережа Facebook не просто заборонила цю картину, а й видалила сторінки двох своїх користувачів.
У 2009 році португальська поліція прийняла репродукцію «Походження світу» за порнографію і конфіскувала на книжковому ярмарку в Бразі всі примірники книги. Лише рішучий протест асоціації видавців книг змусив охоронців порядку отямитися і повернути затримані книги власникові.